# International Tax Review
International Tax Review (Zitierweise: ITR) ist eine juristische Fachzeitschrift mit dem Schwerpunkt Steuerrecht.

## Inhalte
Im International Tax Review werden Fachaufsätze, wissenschaftliche Beiträge und relevante Gerichtsentscheidungen zum Steuerrecht veröffentlicht. Der Schwerpunkt liegt auf praxisbezogenen Texten. Die Zeitschrift enthält vorrangig Inhalte zu direkten und indirekten Steuern, Verrechnungspreisen (Transfer Pricing), Mergers & Acquisitions und Capital Markets. Hinzu kommen Rechtsprechungs-, Literatur- und Verwaltungsreporte.
Das International Tax Review erscheint zehnmal pro Jahr.
Einmal pro Jahr werden die International Tax Review Awards (u. a. Tax Firm of the Year, Transfer Pricing Firm of the Year, Private Equity Firm of the Year) für Nordamerika, Europa und Asien vergeben.